# Người Tuareg
Người Tuareg (còn được gọi Twareg hay Touareg; Amazigh: Imuhagh hay Itargiyen) là một dân tộc mục đồng du cư Berber. Họ là những người sinh sống chủ yếu ở nội địa Sahara của Bắc Phi. Dân tộc này tự gọi tùy người là Kel Tamasheq hay Kel Tamajaq ("người nói Tamasheq"), Imuhagh, Imazaghan, Imashaghen ("người tự do"), hoặc Kel Tagelmust, tức là "người đeo mạng che mặt". Nguồn gốc và ngữ nghĩa của tên Twareg được tranh luận từ lâu, nhiều từ nguyên được đề xuất, nhưng hình như Twārəg bắt nguồn từ số nhiều đứt (broken plural) của Tārgi, tên này xưa có nghĩa là "dân cư Targa", tên Tuareg của vùng Libya thường được gọi Fezzan. Targa trong tiếng Berber có nghĩa "kênh đào". Ngay nay, phần lớn người Tuareg sống ở Tây Phi. Có nhà lịch sử cho rằng họ từ từ chuyển về phía nam trong hai thiên niên kỷ trước đây. Trước đây, họ là du cư ở khắp Sahara, nhưng trong thế kỷ 20 và 21 có nhiều xung đột với chính phủ và dân tộc ở gần về quá tải dân số và quyền tự trị. Người Tuareg lấy họ mẹ nhưng không theo chế độ mẫu hệ. Họ có một hệ thống viết cổ nhưng ít dùng với tên Tifinagh.

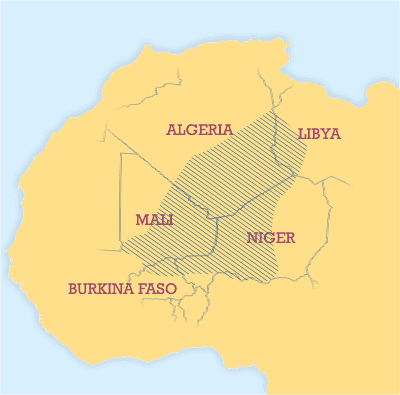
Vùng có người Tuareg cư trú
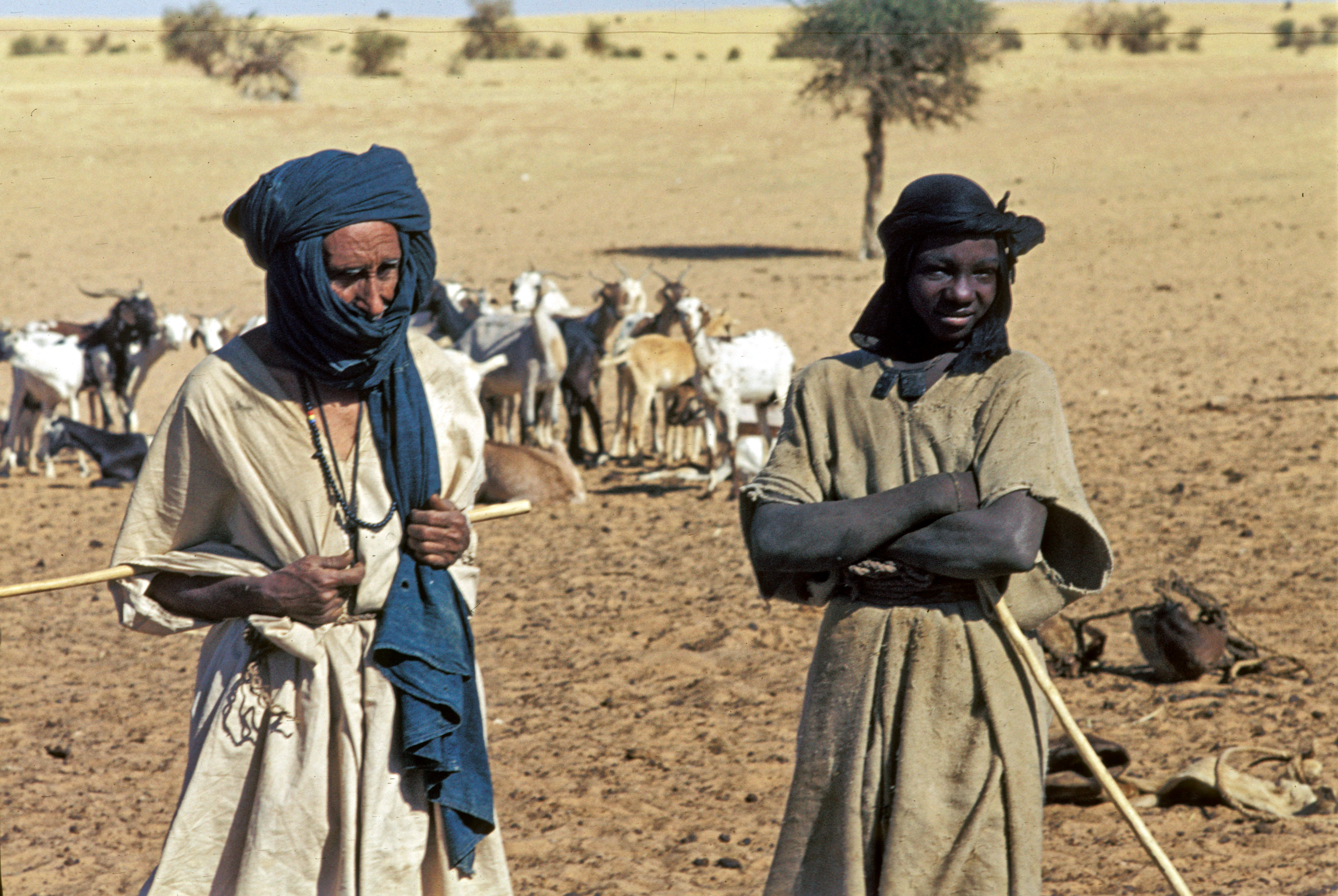
Người Tuareg ở Mali, 1974
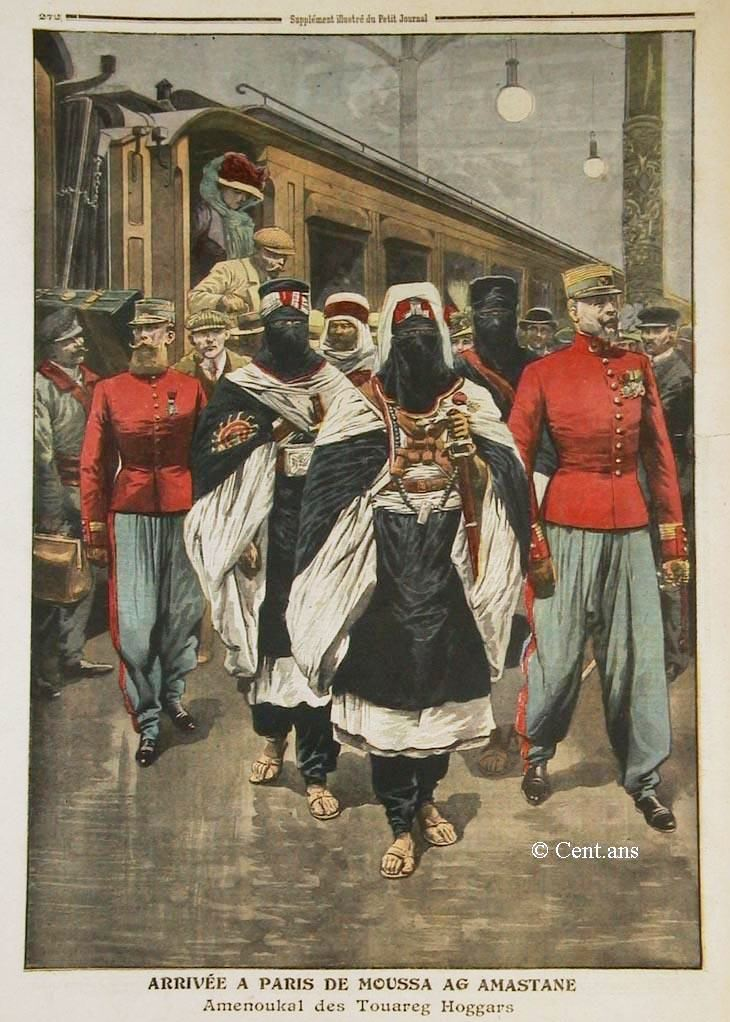
Tù trưởng Moussa Ag Amastan đến Paris, 1910